# Герас (митология)
Вижте пояснителната страница за други значения на Герас.
Герас (на старогръцки: Γῆρας) в древногръцката митология е първично хтонично божество, персонификация на старостта.

## Описание
Син на Нюкта и Ереб, поради което има известно влияние върху тъмата, олицетворява дълбока древност.
Обикновено изобразяван като нисък старец, но силата му била огромна, тъй като никой не можел да избегне старостта, дори боговете косвено попадали под влиянието му. 
Римският му еквивалент е бог Сенект (лат. Senectus). В скандинавската митология му съответства старата великанка Ели.
Противоположност на неговата мощ е богиня на младостта Хеба.

## Борбата с Херакъл
Борбата на Герас и Херакъл е известен сюжет в древногръцкото изкуство. Не е утвърдено със сигурност, но вероятно Герас и Херакъл се срещнали край Гибралтарския проток, където бил близо проход към царството на Хадес, а Херакъл по поръчение на баща си Зевс пазел Средиземноморието от разбойници като Керкион и Скирон.

## В съвременната култура
Герас е име не само на божеството, а и на град в Долна Австрия. Освен това от Герас идват някои съвременни думи – „гериатричен“, „геронтология“. 